# Sumpspindling
Sumpspindling (Cortinarius uliginosus) är en svampart som beskrevs av Berk. 1860. Sumpspindling ingår i släktet Cortinarius och familjen spindlingar.  Arten är reproducerande i Sverige. Inga underarter finns listade i Catalogue of Life.
Arten är uppkallad efter den franske mykologen Lucien Quélet.

## Källor

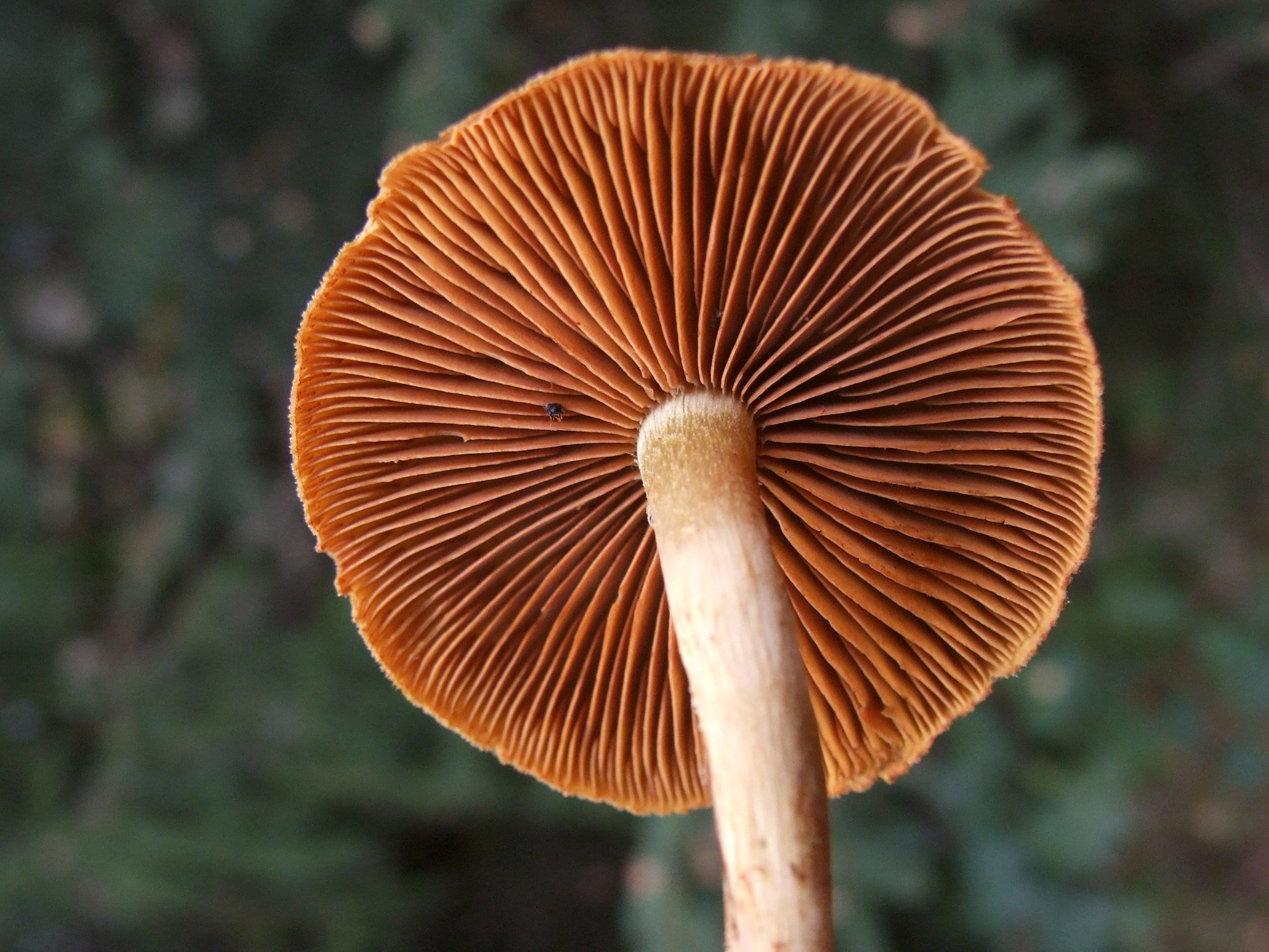
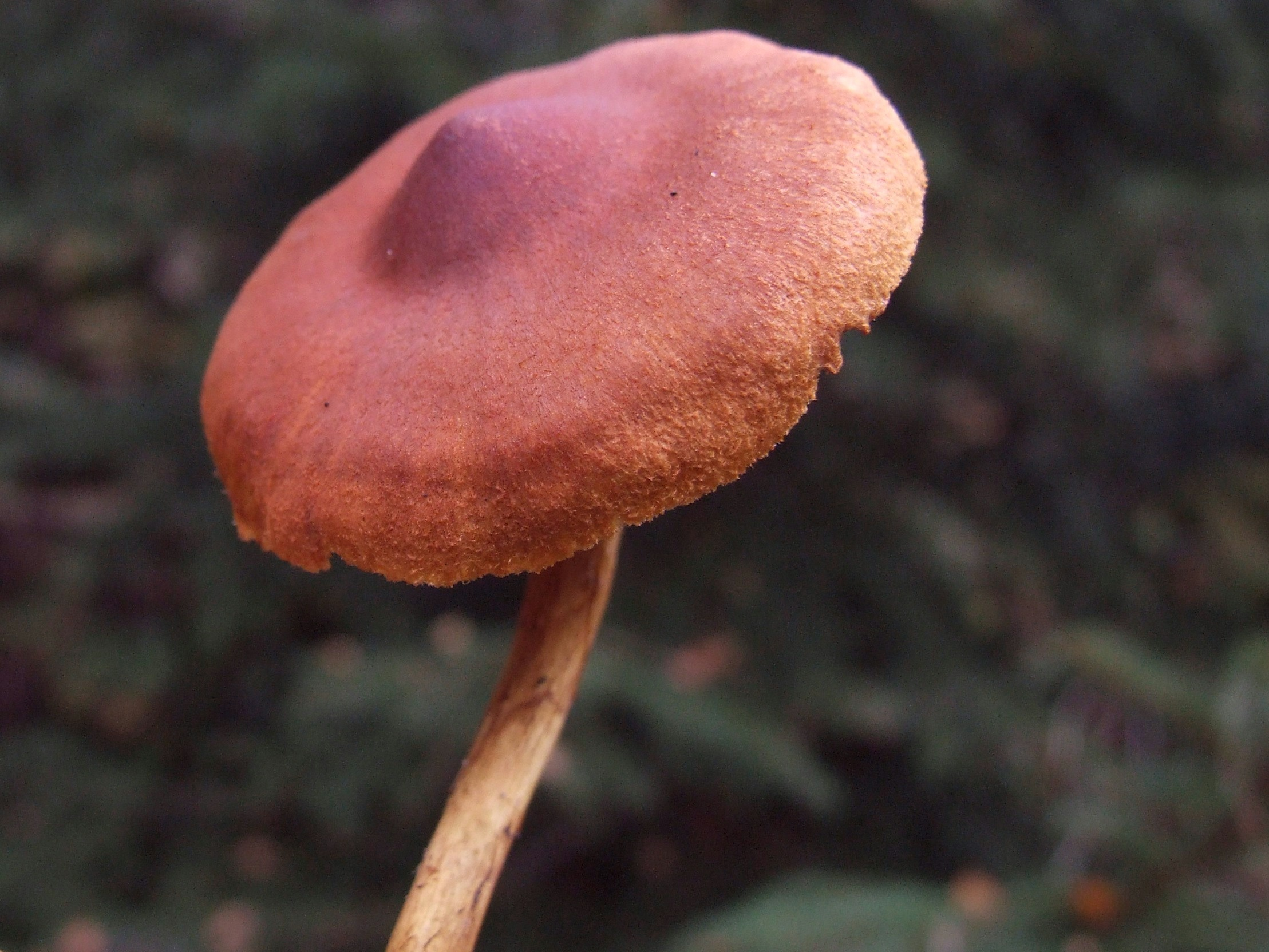